# Zwergrüblinge
Die Zwerg- oder Sklerotienrüblinge (Collybia s. str., syn. Microcollybia) sind eine Pilzgattung aus der Familie der Ritterlingsverwandten, die recht kleine Fruchtkörper bilden und oft aus linsen- bis erbsengroßen Sklerotien fruktifizieren.
Die Typusart der Gattung ist der Braunknollige Sklerotienrübling (Collybia tuberosa).

## Merkmale
Die Arten dieser Gattung besitzen ein weißes oder hellcremefarbenes Sporenpulver. Der Hut ist weißlich gefärbt und besitzt eine häutig-dünne Konsistenz. Die Lamellen sind weißlich und recht hoch. Sie stehen gedrängt und sind angewachsen bis ausgebuchtet angewachsen. Der Stiel ist zylindrisch und deutlich länger als der Hut breit. Die Sklerotien, aus denen die Fruchtkörper oft wachsen sind gelb, violettbraun oder schwarz gefärbt.
Die hyalinen Sporen sind nie dextrinoid. Sie sind ellipsoid geformt und besitzen eine dünne Wand und eine glatte Oberfläche. Die Huthaut besteht aus einfachen Hyphen, die entweder pigmentfrei sind oder ein intrazelluläres Pigment enthalten. Sie liegen parallel oder sind verflochten. Die Lamellentrama ist regulär. Die Hyphensepten weisen Schnallen auf. Die Basidien sind zylindrisch-keulig geformt, besitzen vier Sterigmen und eine basale Schnalle.

## Ökologie
Die Fruchtkörper erscheinen gesellig. Sie wachsen oft aus Sklerotien, die der Pilz auf oder in der Nähe von mumifizierten Großpilzen anlegt.

## Arten
Die Gattung umfasst weltweit 3 Arten, die allesamt auch in Europa vorkommen. Früher wurde auch der Traubenstielige Sklerotienrübling dazugezählt, der heute als einzige Art die Gattung Dendrocollybia bekleidet.
| Zwergrüblinge (Collybia) weltweit |                         |                                             |
| Deutscher Name                    | Wissenschaftlicher Name | Autorenzitat                                |
| Seidiger Sklerotienrübling        | Collybia cirrhata       | (Persoon 1800) Quélet 1872                  |
| Gelbknolliger Sklerotienrübling   | Collybia cookei         | (Bresadola 1928) J.D. Arnold 1935           |
| Braunknolliger Sklerotienrübling  | Collybia tuberosa       | (Bulliard 1791 : Fries 1821) P. Kummer 1871 |

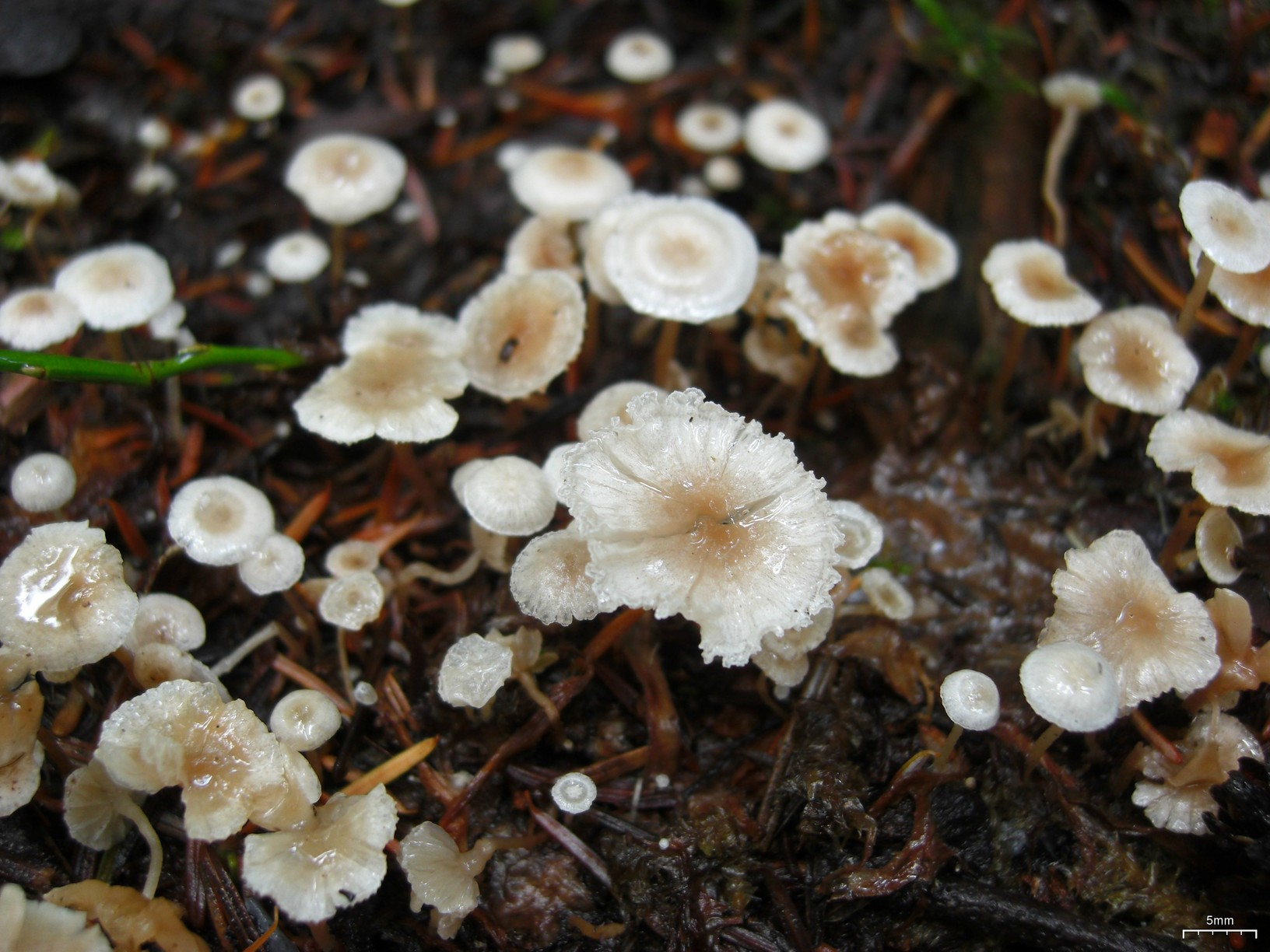
Seidiger Sklerotienrübling Collybia cirrhata
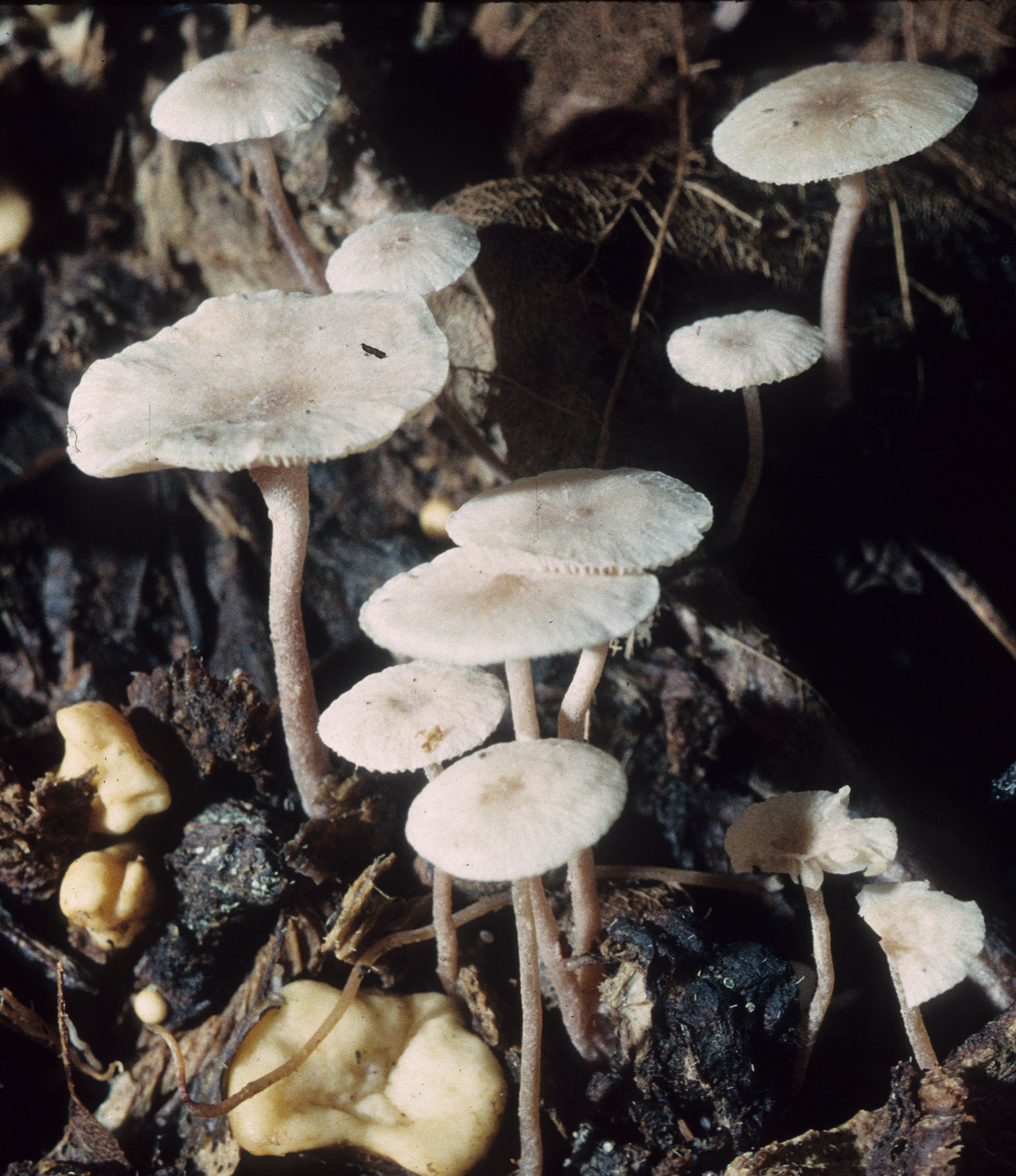
Gelbknolliger Sklerotienrübling Collybia cookei
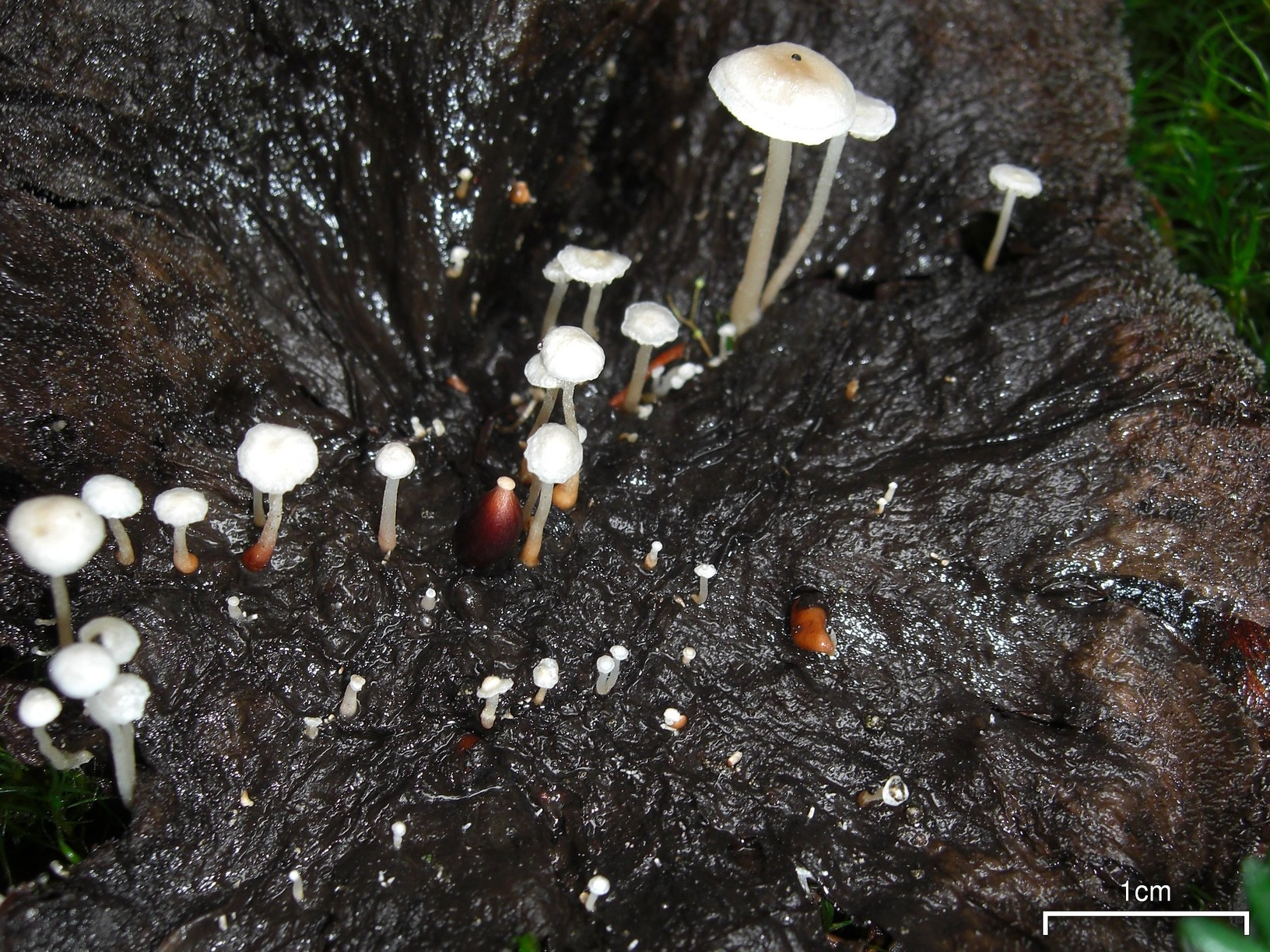
Braunknolliger Sklerotienrübling Collybia tuberosa